# Spoorlijn 94
Spoorlijn 94 is een Belgische spoorlijn die Halle via Doornik met Frankrijk verbindt.

## Geschiedenis
Deze spoorlijn is in meerdere fases gebouwd. Op 24 oktober 1842 is het traject tussen Doornik en Froyennes geopend als onderdeel van de lijn Kortrijk - Doornik. Op 30 oktober 1847 werd het baanvak Doornik - Aat geopend. Achttien jaar later, op 1 december 1865, werd het gedeelte tussen Froyennes en de Franse grens voltooid, gevolgd door het laatste gedeelte van de lijn tussen Halle en Aat op 16 januari 1866.
In september 1985 werd een nieuw, rechtlijnig baanvak Mark - Aat in dienst genomen. Het baanvak Mark - Gellingen van de oude lijn werd toen buiten dienst gesteld en opgebroken, het baanvak  Gellingen - Aat werd de enkelsporige industrielijn 287. Langs het nieuwe rechtlijnig baanvak werd de hogesnelheidslijn Brussel - Rijsel/Parijs gebouwd met aansluitingen op de spoorlijn 94. Tegelijk werd de spoor tussen Halle en Doornik geëlektrificeerd op 28 mei 1986 en op 23 mei 1986, Froyennes - Blandain met de Franse 25 kV wisselspanning.
In oktober 2020 werd het Europese veiligheidsysteem ETCS in dienst gesteld tussen de Franse grens en Ath. Met ingang van 12 december 2021 is de gehele spoorlijn voorzien van ETCS.     

### Verbindingen
De nachttreinen Brussel - Londen reden vroeger langs deze lijn en de rechtstreekse buurlandtreinen Brussel - Rijsel. Zolang het Belgische deel van de hogesnelheidslijn nog niet klaar was reden ook de Eurostar-treinen over deze spoorlijn.

## Treindiensten
De NMBS verzorgt het personenvervoer met IC, L, Piekuur- en ICT-treinen. Daarnaast wordt de lijn als omleidingsroute gebruikt voor internationale diensten van Eurostar.
| Serie         | Treinsoort            | Route                                                                                         | Bijzonderheden                                                                                     |
| ------------- | --------------------- | --------------------------------------------------------------------------------------------- | -------------------------------------------------------------------------------------------------- |
| IC 06         | Intercity (NMBS)      | Brussels Airport-Zaventem – Brussel-Zuid – Doornik                                            | |
| IC 19         | Intercity (NMBS)      | Kortrijk – Moeskroen – Herzeeuw – Froyennes – /Doornik – Bergen – Charleroi-Centraal – Namen  | Eerst en laatste ritten van/naar Kortrijk.                                                         |
| IC 25         | Intercity (NMBS)      | Moeskroen – Doornik – Bergen – Charleroi-Centraal – Namen – Luik-Guillemins – Herstal – Liers | Rijdt in het weekend tussen Moeskroen en Liers.                                                    |
| IC 26         | Intercity (NMBS)      | Kortrijk – Doornik – Brussel-Zuid – Sint-Niklaas                                              | Rijdt alleen op werkdagen, laatste rit stopt bijkomend in elk station tussen Jette en Dendermonde. |
| P 81 IC 19900 | TER (SNCF/NMBS)       | Lille-Flandres – Doornik                                                                      | |
| ICT 6700      | Toeristentrein (NMBS) | Charleroi-Centraal – Bergen – Doornik – Moeskroen – Brugge – Blankenberge                     | Rijdt in juli en augustus.                                                                         |
| L 4650        | L-trein (NMBS)        | Quévy – Bergen – [ Doornik – Moeskroen ] / [ Quiévrain ]                                      | Rijdt in het weekend tussen Bergen en Quiévrain.                                                   |
| P 7510/8510   | Piekuurtrein (NMBS)   | Moeskroen – Doornik – Brussel-Zuid – Schaarbeek                                               | Rijdt alleen op werkdagen. Twee treinen verder als IC-18 naar Luik-Paleis.                         |

### Gewestelijk Expresnet
Op het traject rijdt het Gewestelijk Expresnet de volgende routes:
| Serie | Treinsoort | Route                                                                         | Bijzonderheden |
| ----- | ---------- | ----------------------------------------------------------------------------- | --- |
| S 5   | GEN (NMBS) | [ Geraardsbergen – ] Edingen – Halle – Brussel-Schuman – Vilvoorde – Mechelen | Rijdt in de spits van/naar Geraardsbergen. Rijdt in het weekend tussen Halle en Mechelen. Rijdt tijdens de vakantieperiode 1x/u enkel tussen Halle en Mechelen. |
| S 6   | GEN (NMBS) | Zottegem – Denderleeuw – Geraardsbergen                                       | Rijdt alleen op werkdagen. Tijdens de spits een rit vanaf Oudenaarde.                                                                                           |

## Aansluitingen
In de volgende plaatsen is of was er een aansluiting op de volgende spoorlijnen:
Halle
HSL 1, spoorlijn tussen Halle en Esplechin
Spoorlijn 26 tussen Schaarbeek en Halle
Spoorlijn 96 tussen Brussel-Zuid en Luik-Guillemins
Spoorlijn 96E tussen Lot en Halle
Spoorlijn 96N tussen Brussel-Zuid en Halle
Edingen
Spoorlijn 123 tussen Geraardsbergen en 's-Gravenbrakel
Zullik
Spoorlijn 87 tussen Zullik en Doornik
Y Silly
Spoorlijn 1/1 tussen Y Silly en Y Beauregard
Y Coucou
Spoorlijn 1/2 tussen Y Patard en Y Coucou
Aat
Spoorlijn 81 tussen Blaton en Aat
Spoorlijn 90 tussen Denderleeuw en Saint-Ghislain
Spoorlijn 287 tussen Aat en Gellingen
Leuze
Spoorlijn 86 tussen De Pinte en Basècles-Groeven
Doornik
Spoorlijn 78 tussen Saint-Ghislain en Doornik
Spoorlijn 87 tussen Zullik en Doornik
Spoorlijn 88A tussen Doornik en Rumes
Froyennes
Spoorlijn 75A tussen Moeskroen en Froyennes
Blandain
RFN 269 000, spoorlijn tussen Fives en Baisieux

## Verbindingsspoor
94/1: Y Irchonwelz (lijn 94) - Y Blok 19 (lijn 90)

## Galerij

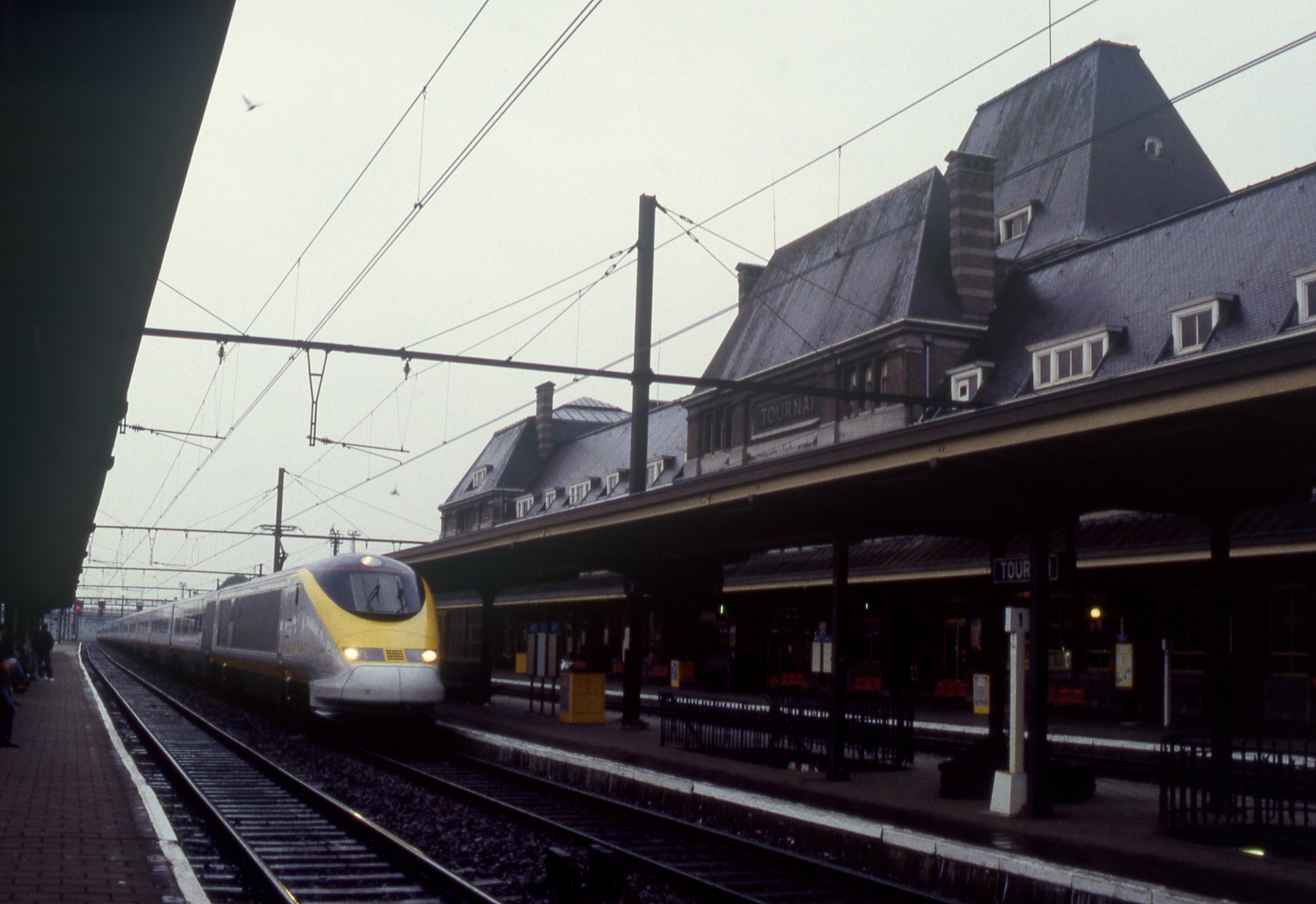
Eurostar in Doornik
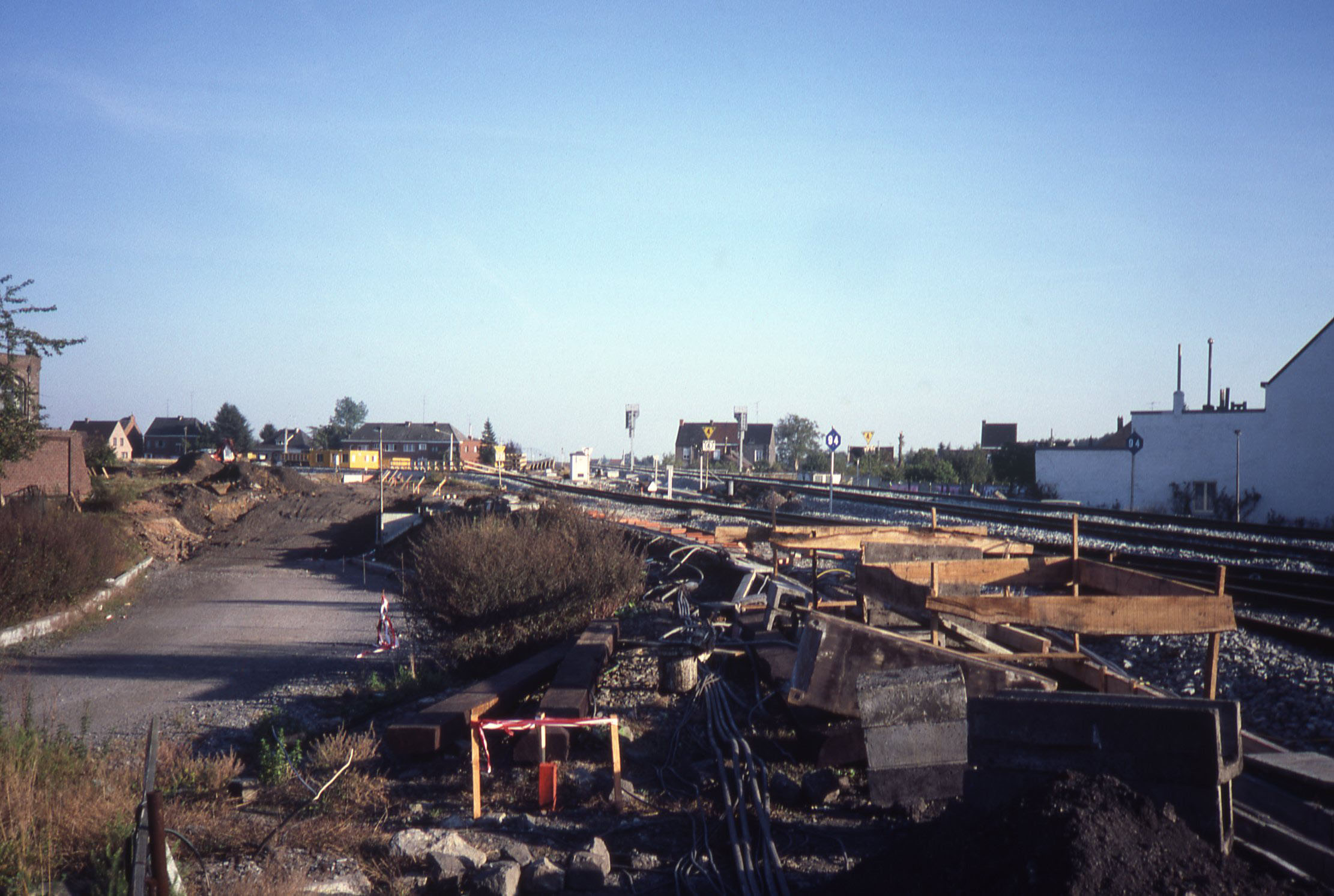
Heraanleg van de spoorlijn bij Aat in 1985